# Jakub Kudlička
Jakub Kudlička (sinh 10 tháng 1 năm 1999) là một tiền vệ bóng đá Slovakia hiện tại thi đấu cho câu lạc bộ Fortuna Liga MFK Ružomberok.

## Sự nghiệp câu lạc bộ

### MFK Ružomberok
Kudlička ra mắt tại Fortuna Liga cho MFK Ružomberok trước FC ViOn Zlaté Moravce ngày 17 tháng 9 năm 2016.